# Atentado contra Fernando Londoño
El atentado contra Fernando Londoño Hoyos fue un ataque terrorista dirigido contra el exministro de interior y justicia colombiano Fernando Londoño Hoyos en la Calle 74 con avenida Caracas en el norte de la ciudad de Bogotá, Colombia. Fue cometido el 15 de mayo de 2012 a las 11:15 a. m. (GMT-5). El atentado perpetrado por un hombre no identificado cobró la vida de dos personas y dejó más de cincuenta civiles heridos, según los reportes oficiales de la Secretaría Distrital de Salud de Bogotá.

## Antecedentes
En la mañana del 15 de mayo, unas horas antes que ocurriera el atentado, la Policía Nacional logró la desactivación de un carro bomba en el barrio Eduardo Santos en la localidad de Los Mártires. El vehículo estaba cargado con más de 130 kilogramos de explosivo indugel, repartido en 146 barras que estaban acompañadas de tres kilos de balines y metralla. En el automóvil, un Renault 9 de color verde, también se encontraron tres teléfonos celulares, los cuales se utilizarían para activar el aparato. El objetivo de este vehículo sería el comando de la Policía Metropolitana, situado en la calle 6 con avenida Caracas.
Según las autoridades, uno de los responsables del carro bomba fue identificado con el nombre de Jesús Antonio Monroy Álvarez, un desmovilizado que integró el Frente 7 de las FARC-EP. En la vivienda de Monroy Álvarez se encontró material bélico como granadas de mortero y más de cien gramos de pentonita. Tanto Monroy Álvarez, como Marco Tulio Ochoa Montiel (el otro sospechoso), le fueron imputados varios delitos como terrorismo, falsedad de mercancía, entre otros.

## Atentado
En la mañana del día martes 15 de mayo de 2012 a las 11:10 hora colombiana, Fernando Londoño trascurría como de costumbre por la calle 74 con avenida Caracas, en su automóvil blindado con nivel 3A, y acompañado por su cuerpo de escoltas. El exministro siguió por la ruta y estacionó la camioneta en la esquina de la avenida, justo en el pare del semáforo. Antes de que el semáforo cambiara la señal de avance, un individuo que se hizo pasar por vendedor ambulante se acercó al lugar de los hechos y colocó una carga explosiva tipo "Lapa" adherida en la puerta del conductor. Según la Policía Nacional, uno de los escoltas del exministro (suboficial de la Policía Rosemberg Burbano), al percatarse de la situación, se bajó del asiento de copiloto, cerró la puerta y la bomba detonó, cobrando la vida de éste y del conductor del vehículo; también dejó heridos a otros escoltas que se encontraban dentro de la camioneta. El autor de los hechos portaba una "bata blanca y una peluca", y fue descrito como un hombre de tez morena, según una cámara de seguridad localizada cerca de la calle 74 con avenida Caracas, lugar del atentado. La cámara también registró la huida del sospechoso, que finalmente fue ayudado por un motorizado que se encontraba a pocas cuadras de los hechos. Tanto las autoridades como expertos en explosivos, aseguraron que la bomba lapa fue el artefacto utilizado para cometer el atentado.

## Consecuencias

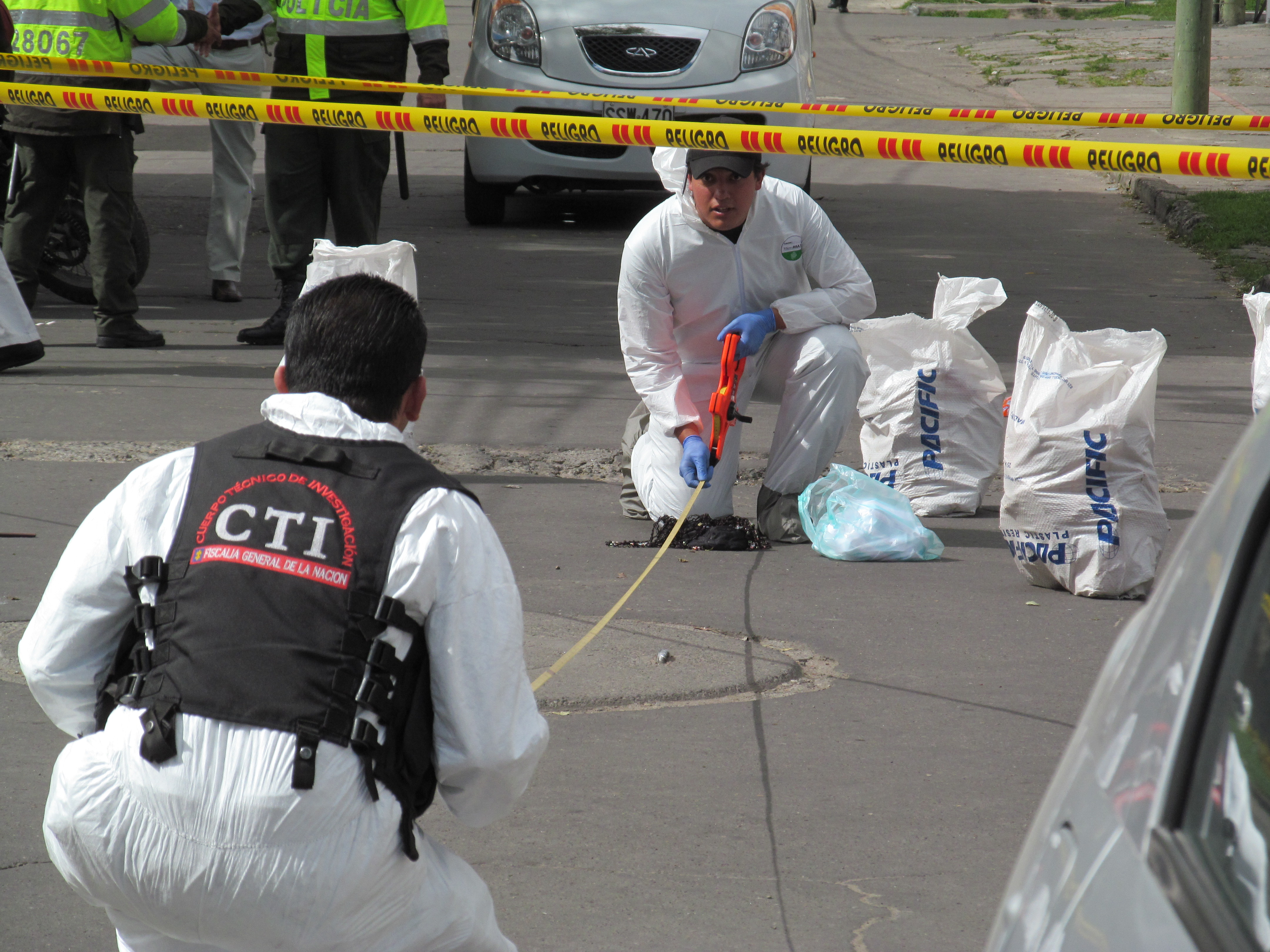
Cuerpo del CTI.

### Saldo
La explosión dejó como saldo inmediato a dos muertos. Una de las víctimas fue uno de los escoltas del exministro, que al percatarse de la situación intentó despojar el explosivo de la camioneta; mientras que el conductor murió inmediatamente producto de las ondas explosivas. Asimismo, dejó atónitos y levemente heridos a Londoño, el resto de sus escoltas, a algunos de los pasajeros de un autobús que se encontraba aproximadamente a un metro del vehículo y a unos transeúntes. El conductor del autobús que se encontraba cerca, resultó gravemente herido y fue remitido a cuidados intensivos. El intendente Rosenberg Burbano (uno de los muertos), fue trasladado a San Juan de Pasto (su tierra natal) para ser enterrado el 18 de mayo de 2012. Entre tanto José Ricardo Rodríguez (el otro fallecido) fue velado en el Centro Religioso de la  Policía Nacional de Colombia para posteriormente ser sepultado en el cementerio Jardines de Paz.

### Investigaciones
Las autoridades colombianas no han podido establecer la autoría del acto, así como tampoco capturar al autor material del hecho. Sin embargo, según las investigaciones realizadas por parte de la Policía Nacional y la Fiscalía General, se sospecha que el Bloque Oriental de las FARC-EP, y las Bacrim estarían directa y conjuntamente involucrados en el atentado. Otra de las sospechas recae sobre reinsertados paramilitares inconformes por el incumplimiento de las promesas hechas a estos por parte del expresidente Álvaro Uribe, o de personas involucradas en el caso de corrupción en Invercolsa, escándalo en donde se condenó a Londoño por adquirir ilegalmente acciones en dicha compañía, o por el caso Recchi, en el cual fue destituido y condenado por 15 años con la imposibilidad de ejercer cargos públicos al comprobarse que cometió los delitos de abuso de autoridad y conflicto de intereses.
Poco después, la Policía Nacional publicó varios retratos sobre los posibles responsables materiales, ello debido a la colaboración de la ciudadanía. Se publicaron seis retratos de los presuntos sospechosos. Por otra parte, el gobierno ofreció una recompensa de 500 millones de pesos por información que conduzca al arresto o la condena de los responsables. También se difundió un video donde se observa a un hombre, supuestamente vinculado a las FARC-EP, quien perpetró el atentado contra el exministro Fernando Londoño.

## Reacciones

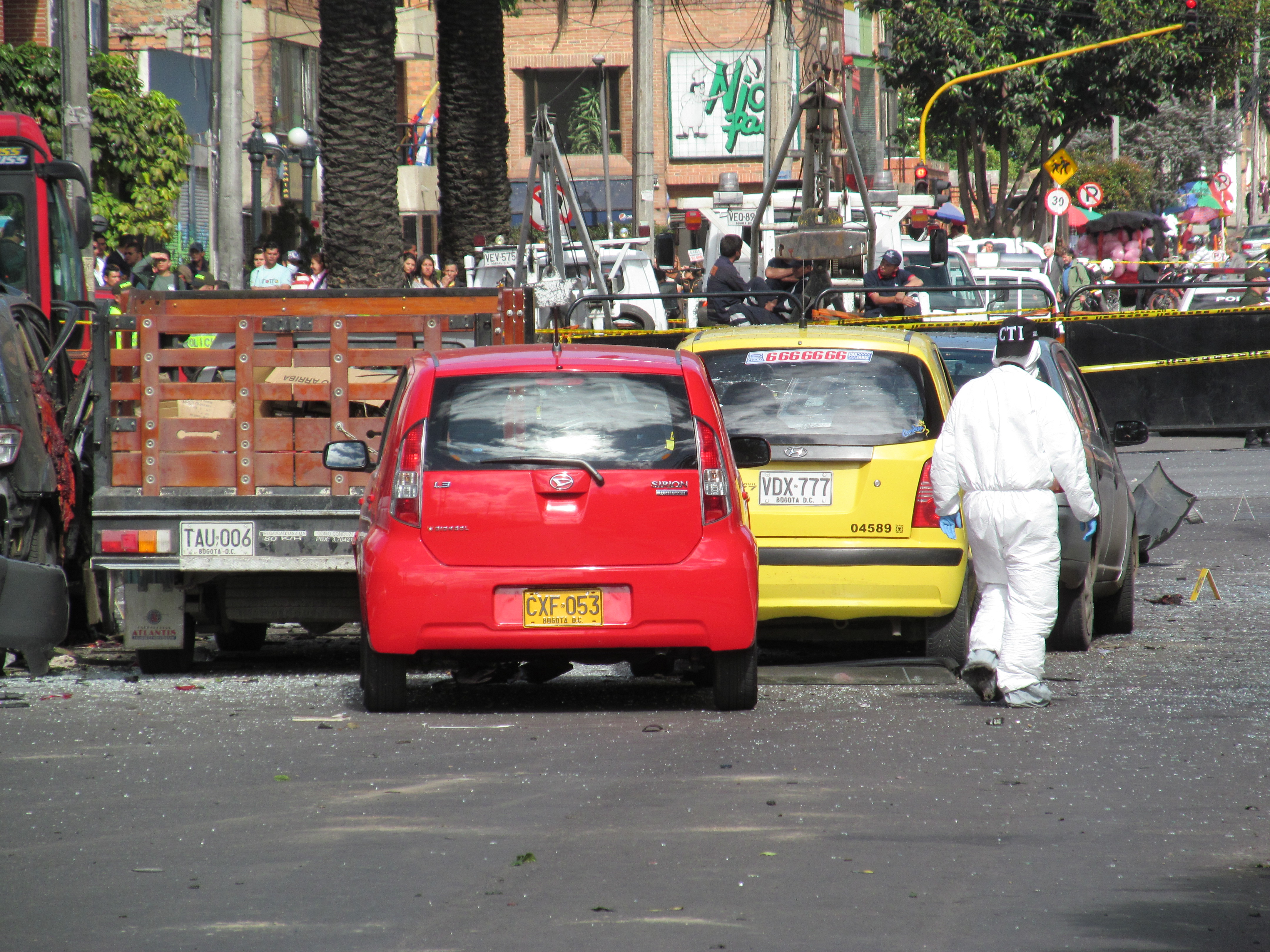
Varios automóviles quedaron afectados por la explosión cerca de la camioneta.

El atentado fue repudiado por toda la nación y la comunidad internacional. Dada la complejidad del suceso el gobierno colombiano solicitó asistencia a diferentes agencias en otros países, como el FBI y Scotland Yard, para identificar a los responsables.

### Nacionales
- Presidente de Colombia, Juan Manuel Santos: "Hoy Colombia unida debe rechazar el terrorismo. Nuestros corazones con las familias de los fallecidos en el atentado terrorista. Yo les pido hoy a los colombianos que nos unamos en contra del terrorismo".[27]

- Ministro de defensa, Juan Carlos Pinzón: "En la medida en que la ciudadanía denuncie, en que la ciudadanía nos informe, vamos a poder llegarles a estos criminales. Los terroristas, los miembros de organizaciones criminales no pueden tener descanso en Colombia".[27]

- procurador general de la Nación, Alejandro Ordóñez: "Repudio, condeno y rechazo las acciones terroristas con las que pretenden desestabilizar la institucionalidad y la seguridad nacional (...) Convoco a la ciudadanía para que de manera conjunta con las autoridades denuncie cualquier hecho que pueda afectar la seguridad nacional".[28]

- Alcalde Mayor de Bogotá, Gustavo Petro: "El terror busca paralizar la sociedad. La mejor respuesta es activar y mover la sociedad. Toda mi solidaridad al ministro Londoño y familia".[27]

- Senador de la República (partido de la 'U'), Armando Benedetti: "Un terrorista lo que quiere es el caos, poner en entredicho al gobierno y a la sociedad. No nos quedemos callados!!!".[27]

- Presidente de la Cámara de Representantes, Simón Gaviria: "Total solidaridad con las víctimas del atentado en la calle 74... Y rechazo absoluto a los violentos...".[27]

- Gobernador de Antioquia, Sergio Fajardo: "No existe propósito ni idea que amerite el uso de la violencia para alcanzarlo. Ninguna razón para el atentado a Fernando Londoño: solidaridad".[27]

- Presidenta del Polo Democrático Alternativo, Clara López Obregón: "Hacemos llegar nuestro sentido pésame de dolor y solidaridad a la madre y demás familiares del conductor de la buseta, quien salió como todas las mañanas a su trabajo y que ahora no regresará a su hogar".[28]

- Caricaturista Vladdo: "Lo único que puede hacerse en estos momentos es lamentar la muerte de colombianos en este horripilante atentado".[27]

- expresidente Álvaro Uribe: "Bogotá en sangre y el Gobierno clientelista presionando a la Cámara para aprobar la impunidad y elegibilidad de los delitos atroces".[29]

### Internacionales
- ONU: "Este atentado viola los derechos humanos de las personas que lo sufrieron. Me entristece mucho la muerte de colombianos, y las heridas de muchos otros más (...). Repudio este acto de violencia". Todd Howland, delegado oficial de la ONU en Bogotá.[30]

- OEA: "El pueblo colombiano no merece este dolor. Desde la OEA seguiremos haciendo todo lo que esté a nuestro alcance para que la violencia llegue a su fin en ese querido país", señaló el máximo representante del organismo".[30]

- Unión Europea: "Lo lamentamos mucho, y queremos presentar nuestras condolencias a las familias de las víctimas y también a los heridos. El pueblo colombiano está esperando la paz, y queremos apoyar al Gobierno actual, que está buscando la paz, en sus esfuerzos".[31]

- Estados Unidos: "No hay ninguna justificación para el asesinato de gente inocente. Estados Unidos sigue apoyando a Colombia en sus esfuerzos para poner un fin al terrorismo, dentro de un marco de respeto a los derechos humanos y la legalidad".[32]

- Canadá: "Canadá condena con dureza el atentado de hoy en Bogotá. En nombre de todos los canadienses, extiendo mis más profundas simpatías a las familias y amigos de los muertos en el ataque".[33]

- España: "España desea reiterar, una vez más, su rechazo más firme a todo acto de terrorismo encaminado a alterar la paz ciudadana y la normalidad de la vida democrática".[31]

- Costa Rica: "Costa Rica, con respeto, hace llegar su solidaridad con el pueblo y el Gobierno de Colombia por estos hechos que causan dolor y luto a las familias colombianas, víctimas civiles inocentes".[34]

- Venezuela: "En nombre del pueblo venezolano y de su gobierno, expresa su más firme condena al atentado terrorista ocurrido el día martes 15 de mayo en la ciudad de Bogotá, capital de la hermana República de Colombia, causando la muerte de ciudadanos inocentes y dejando un saldo de decenas de heridos".[33]

- Ecuador: "Total repudio al atentado perpetrado en la mañana de hoy en la ciudad de Bogotá, en el que fallecieron varias personas y otras resultaron heridas. Nuestro país condena estas acciones criminales y una vez más reitera el anhelo de que inmediatamente cese todo tipo de violencia en Colombia".[35]

- El Salvador: "El Gobierno salvadoreño manifiesta su más firme condena al atentado registrado este 15 de mayo en contra del exministro del Interior de Colombia Fernando Londoño".[36]

- Brasil: "Solidaridad con las familias de las víctimas, con el Gobierno y con el pueblo colombiano".[37]

- Chile: "Absoluto rechazo en contra del terrorismo en cualquiera de sus formas y manifestaciones".[32]

- Perú: "Enérgica condena al cobarde atentado terrorista".[29]

- México: Repudio "en cualquier circunstancia, a la ejecución de este tipo de actos".[29]

## Responsables
Nelson Aguirre Castañeda, alias 'Chapu', miembro de la banda el parche de Zuley, declaró ante la Fiscalía que el ataque en el que se utilizó una bomba tipo lapa fue ordenado por Hernán Darío Velásquez, alias el Paisa, jefe de la Columna Móvil Teófilo Forero de las FARC-EP. Aguirre, quien aceptó su responsabilidad en el atentado, ocurrido el 15 de mayo pasado en Bogotá, dijo que el 'Paisa' pagó 1.000 millones de pesos a Diego Fernando Tabares Marín, 'Lucho', 'Andrés' o el 'Ingeniero', para que atentara contra el exministro y realizara otro homicidio, que no se concretó.